# Piwniczna-Zdrój
Piwniczna-Zdrój est une ville de Pologne, située dans le sud du pays, dans la voïvodie de Petite-Pologne. Elle est le chef-lieu de la gmina de Piwniczna-Zdrój, dans le powiat de Nowy Sącz.

## Localisation géographique et situation administrative
Piwniczna est située sur la rivière Poprad. Sa superficie s'étend de 357 m d'altitude (au niveau de la vallée de Poprad à proximité du hameau de Witkowskie) à 1140 m (pour les parties en amont de Wielki Rogacz).
Les plus hauts sommets de la ville sont : Eliaszówka (1024 m), Nemecowa (963 m), Granica (715m) et Kicarz (703 m).
Une ligne de chemin de fer traverse la ville, qui comprend deux gares : Piwniczna et Piwniczna-Zdrój. La ville est également traversée par la route nationale 87 qui relie Nowy Sącz à l'ancien poste frontalier de Piwniczna-Mníšek nad Popradom.

## Personnalités liées
- Janina Woynarowska (1923-1979), née à Piwniczna, religieuse et infirmière polonaise, réputée pour sa sainteté, déclarée vénérable par le pape François[1],[2].